# Costa Favolosa
Costa Favolosa è una nave da crociera della compagnia genovese Costa Crociere.

## Storia
La nave è stata battezzata il 2 luglio 2011 a Trieste con una cerimonia all'insegna dello stile italiano, inoltre il battesimo della nuova ammiraglia è stato inserito tra i festeggiamenti ufficiali del 150º anniversario dell'Unità d'Italia. La madrina di Costa Favolosa è stata Margareth Madè.
La benedizione alla nave è stata impartita dal vescovo di Trieste Giampaolo Crepaldi assieme al cappellano di bordo della nave don Luca Centurioni e al cappellano dell'Opera per l'Apostolato del Mare della diocesi di Trieste don Alessandro Amodeo.
Nel marzo del 2013, sulla Costa Favolosa sono state girate scene del film brasiliano Meu Passado Me Condena - O Filme diretto da Júlia Rezende.

## Caratteristiche
Assieme alla gemella Costa Fascinosa, è tra le più grandi delle 15 navi della flotta e tra le più grandi navi da crociera della marina mercantile italiana. È lunga 290 m, larga 35,5 m, comprende 4 piscine idromassaggio e 4 piscine tradizionali (di cui una con copertura semovente). 
La nave, che può ospitare un massimo di 3 800 passeggeri, ha 1 508 cabine totali, di cui 91 all'interno dell'area benessere, 524 con balcone privato, 58 suite e 12 suite all'interno dell'area benessere. Inoltre ha una sala videogiochi, un teatro di 3 ponti a prua, un cinema 4D, saune, sale benessere, 12 bar e 5 ristoranti. Differisce dalla classe Concordia per la mancanza di una sovrastruttura a poppa, rendendo la piscina del Lido di Porpora all'aperto, e per la costruzione di un parco acquatico per bambini situato nella zona centrale della nave.

### I Ponti diCosta Favolosa
I 13 ponti accessibili ai passeggeri sono dedicati ai più famosi giardini del mondo:
- Ponte 1: Babilonia
  - cabine ospiti
- Ponte 2: Alhambra
  - cabine ospiti
- Ponte 3: Hermitage
  - Teatro Hortensia, a prua
  - Atrio dei Diamanti, a centro nave
  - Ristorante Duca di Borgogna, a centro nave
  - Ristorante Duca d'Orlèans, a poppa
- * Ponte 4: Versailles
  - Teatro Hortensia, a prua
  - Atrio dei Diamanti, a centro nave
  - Ristorante Duca di Borgogna, a centro nave
  - Ristorante Duca d'Orlèans, a poppa
- Ponte 5: Tivoli
  - Teatro Hortensia, a prua
  - Grand Bar Palatino, a centro nave
  - Salone Mollière, a poppa
- Ponte 6: La Zarzuela
  - cabine ospiti

- Ponte 7: Boboli
  - cabine ospiti
- Ponte 8: Encelado
  - cabine ospiti
- Ponte 9: Villa Borghese
  - cabine ospiti
  - Lido dell'Ondina, a centro nave
  - Ristorante Buffet Ca' d'Oro, a centro nave
  - Lido di Porpora, a poppa
- Ponte 10: Escorial
  - cabine ospiti
  - Ristorante Buffet Ca' d'Oro, a centro nave
- Ponte 11: Luxembourg
  - Centro Benessere Samsara, a prua
  - cabine ospiti
  - Lido Belvedere, a centro nave
  - Ristorante Club Favolosa, a centro nave
- Ponte 12: El Prado
  - Centro Benessere Samsara, a prua
  - Bar Scuderia Costa, a prua
- Ponte 14: Las Dueñas

## Navi gemelle
- Costa Concordia (naufragata all'Isola del Giglio)
- Costa Fascinosa
- Costa Serena
- Costa Pacifica
- Carnival Splendor

## Galleria d'immagini

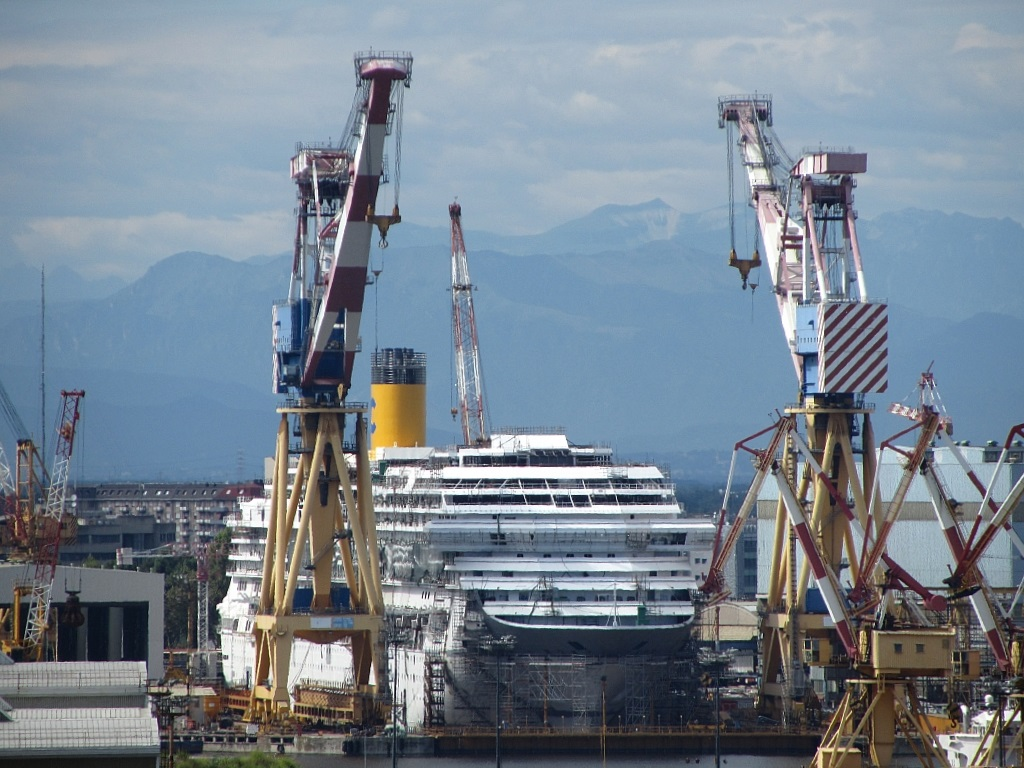
Costa Favolosa in costruzione nei cantieri Fincantieri di Marghera
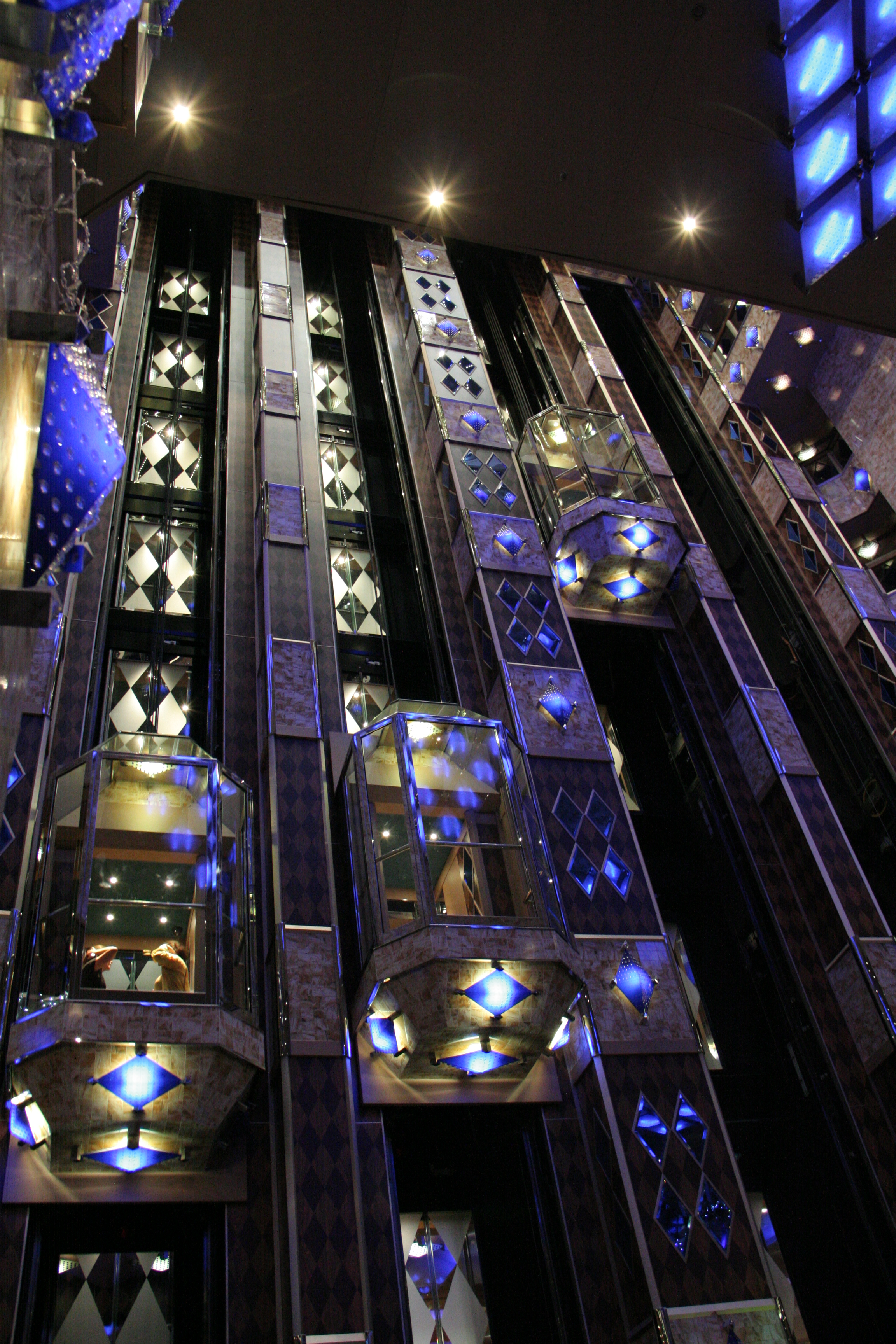
Ascensori panoramici nell'atrio della nave
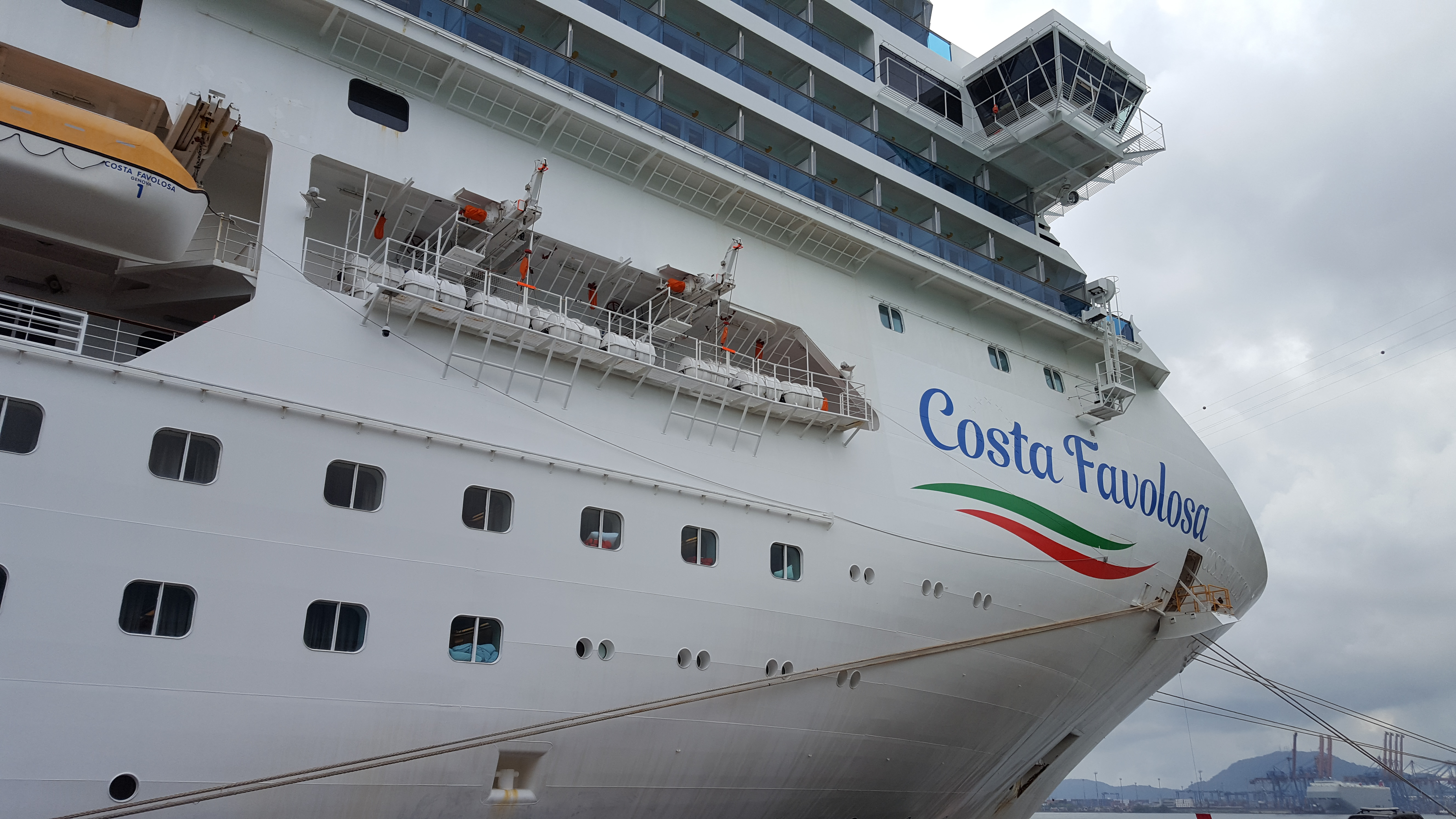
Costa Favolosa con la nuova livrea nel 2019